# Anknäbbsdinosaurier
Anknäbbsdinosaurier eller hadrosaurider (nylatin: Hadrosauridae) var en stor familj med växtätande dinosaurier som levde under mellersta till yngre Kritaperioden. De tros ha härstammat från iguanodonterna från yngre jura/äldre krita och hade ungefär samma kroppsbyggnad. Anknäbbsdinosaurierna är kända från rika utbud av olika fossil, och har hittats i Europa, Asien, Nordamerika, Sydamerika och Antarktis.
Namnet anknäbbsdinosaurier kommer av familjens utmärkande näbb som påminner om den hos änder och ankor (jämför norska: andenebbdinosaurer, finska: ankkanokkasaurukset).

## Beskrivning
Anknäbbsdinosaurier utmärks av sin platta näbb, liknande den hos en anka. Längre bak i munnen satt stora uppsättningar med hundratals små tänder som användes till att effektivt tugga och mala födan. Många anknäbbsdinosaurier är också kända för att de hade olika benkammar eller horn på huvudet. Det har diskuterats forskare emellan huruvida anknäbbsdinosaurier rörde sig på alla fyra eller gick på bakbenen. Det är dock möjligt att de kunde växla mellan fyrfotagång och att stå på bakbenen, till skillnad från till exempel sauropoderna, som var utpräglade fyrfotadjur. Detta möjliggjordes för anknäbbsdinosaurierna därför att de hade inälvorna mellan bakbenen i stället för mellan fram- och bakbenen, som sauropoderna. Anknäbbsdinosaurierna hade också långa, kraftiga svansar som kan ha fäst stora muskler, och fungerat som vapen mot fiender.
Anknäbbsdinosaurierna var ganska stora djur. Kroppslängder på 9 meter eller mer var inte ovanligt, och vissa släkten, såsom den asiatiska Shantungosaurus, kunde bli cirka 15 meter. 

### Livscykel

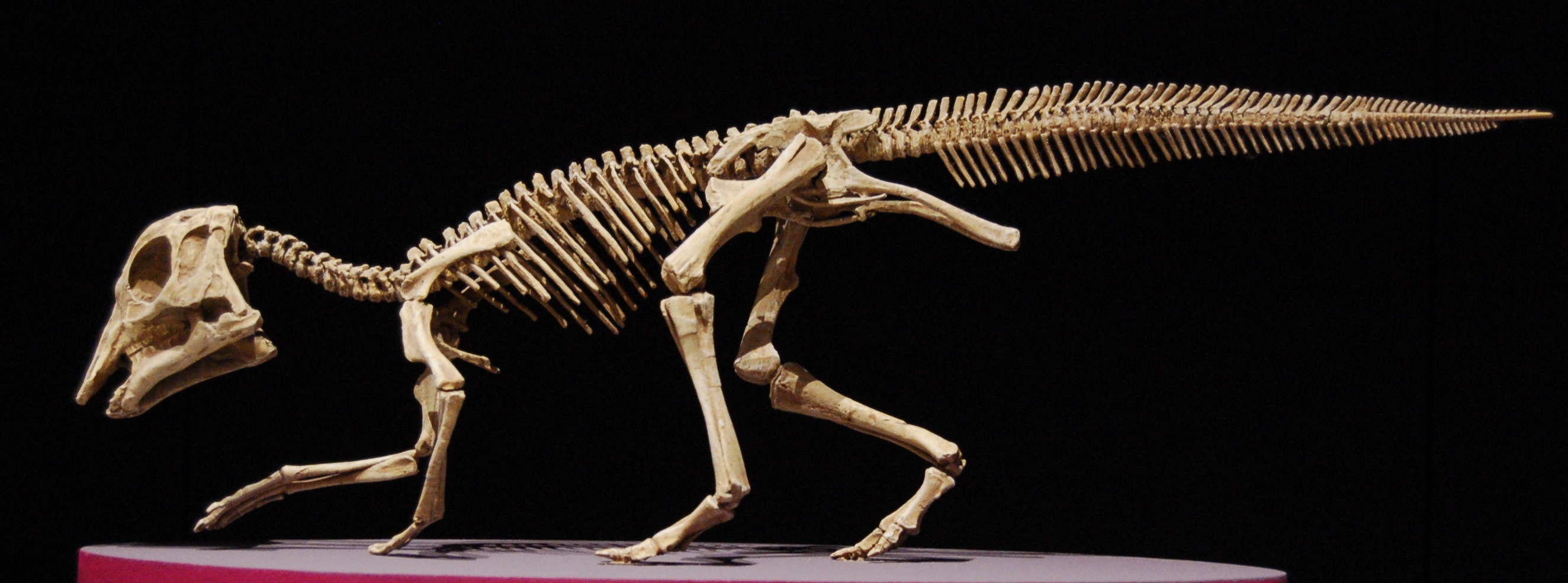
Skelett av en ung Hypacrosaurus.

Det rika utbudet av olika fossil efter olika anknäbbsdinosaurier har givit forskarna inblickar i ontogenin och fortplantningsprocessen hos dessa djur.
Anknäbbsdinosaurierna växte mycket fort, och tros också ha blivit könsmogna vid relativt tidig ålder, speciellt jämfört med de stora köttätarna som var samtida med anknäbbsdinosaurierna, såsom Tyrannosaurider. En studie av Cooper och Horner på skelett hos släktet Hypacrosaurus visar att anknäbbsdinosaurierna växte och blev könsmogen mycket fortare än samtida predatorer. Hypacrosaurus tros också ha blivit könsmogen innan den var fullvuxen; detta gjorde det möjligt för dem att hinna föröka sig. Detta har betraktats som ett exempel på R-K-selektion, vilket innebär att organismer reproducerar sig snabbt för att hålla populationen i takt med hög dödlighet.

### Taxonomi
Anknäbbsdinosaurierna delas in i två underfamiljer: lambeosaurinerna (Lambeosaurinae), som var mindre klumpiga och hade stora kammar eller rör på huvudet, och hadrosaurinerna (Hadrosaurinae), vilka var stora och saknade kammar och rör på huvudet.

## Släkten
Familj Hadrosauridae
- †Telmatosaurus

Underfamilj Hadrosaurinae
- †Anazasiasaurus
- †Anatotitan
- †Aralosaurus
- †Arstanosaurus
- †Brachylophosaurus
- †Cedrorestes
- †Chassternbergia
- †Cionodon
- †Claorhynchus
- †Diclonius?
- †Edmontosaurus
- †Equijubus
- †Gilmoreosaurus?
- †Gryposaurus
- †Hadrosaurus
- †Hironosaurus
- †Kerberosaurus
- †Kritosaurus
- †Koutaliasaurus
- †Lophorthothon
- †Maiasaura
- †Mandschurosaurus
- †Microhadrosaurus
- †Naashoibitosaurus
- †Prosaurolophus
- †Saurolophus
- †Secernosaurus
- †Shantungosaurus
- †Tanius
- ?†Trachodon

Lambeosaurinae
- †Amurosaurus
- †Bactrosaurus
- †Barspolida
- †Charonosaurus
- †Corythosaurus
- †Hipponosaurus
- †Hypactrosaurus
- †Jaxartosaurus
- †Lambeosaurus
- †Nanningosaurus
- †Nipponosaurus
- †Olorotitan
- †Othuielosaurus
- †Parasaurolophus
- †Tsintaosaurus
- †Velafrons